# Anastasia de Sirmio
Santa Anastasia o Anastasia de Sirmio (Ἀναστασία: "resurrección", a menudo Ἁγία Ἀναστασία ἡ Φαρμακολύτρια, "Santa Anastasia la Sanadora") fue una santa Católica, virgen y mártir que murió en Sirmio. Respecto a Anastasia poco se sabe a ciencia cierta, excepto que murió en las persecuciones de Diocleciano; la mayor parte de las historias sobre su fecha datan de varios siglos después y hacen de ella diversamente una romana o una nativa de Sirmio y una ciudadana romana de rango patricio. Una leyenda hace de ella la hija de un tal Pretexto y alumna de san Crisógono. La tradición católica afirma que su madre fue santa Fausta de Sirmio.
El culto a Anastasia fue originariamente un culto local en Iliria, hasta que Genadio transfiere sus reliquias a Constantinopla en el siglo V, donde es venerada en la iglesia de la Anastasis (la iglesia de la resurrección de Cristo). Sin embargo, parece falsa la conclusión de que esta Anastasia es sólo la personificación de la Anastasis, o sea, de la Resurrección, aunque sin duda se ha identificado como símbolo de ella.
Su culto en Roma está atestiguado desde el siglo VI, aunque la cuestión de si es la misma o no ha llegado a enfrentar a la Iglesia ortodoxa con la de occidente y hoy se asume por tradición que no.

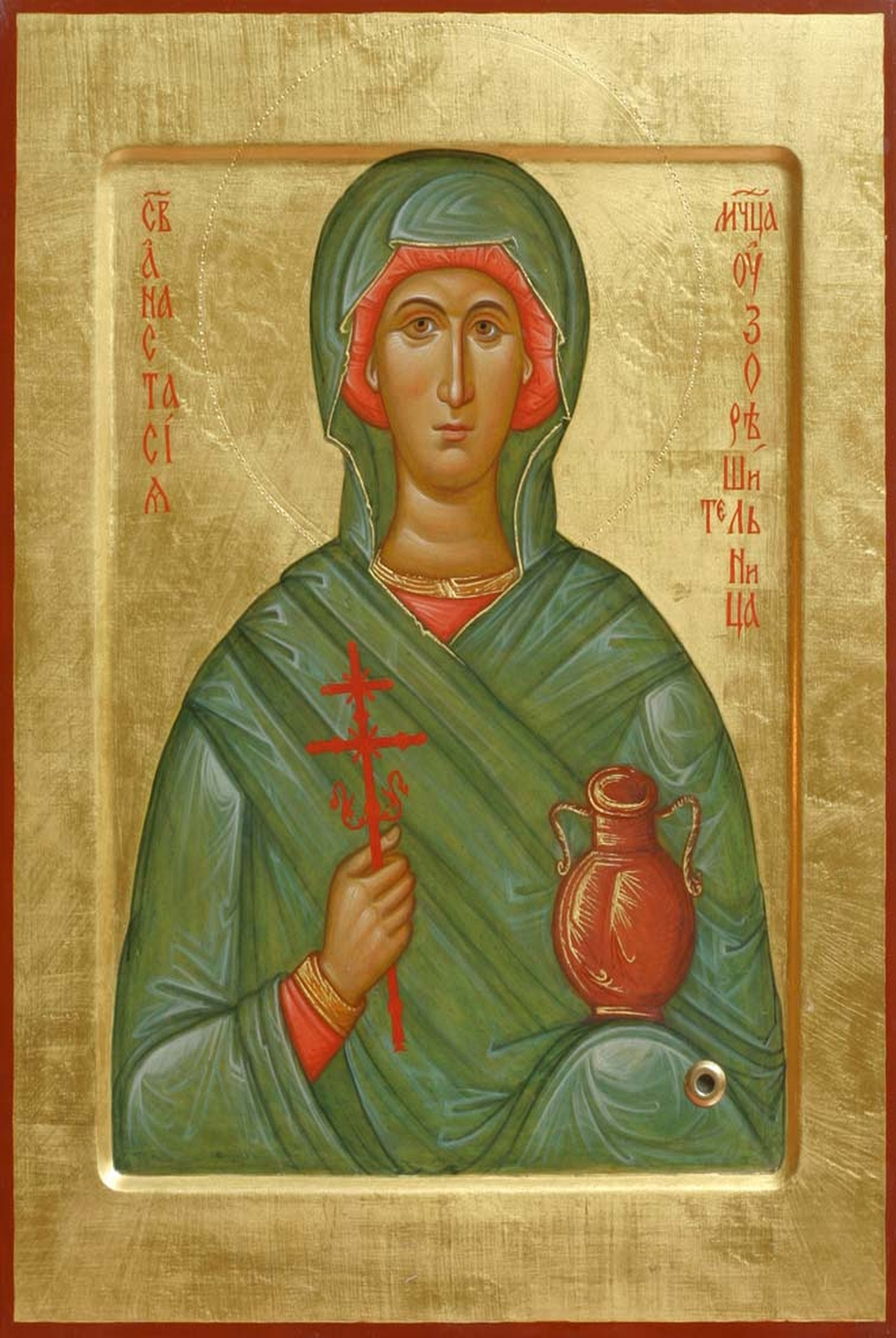
Icono ortodoxo de Anastasia de Sirmio

Hoy en día se distinguen por su martirio: Anastasia de Sirmio habría sido quemada viva y Anastasia de Roma crucificada (otros elementos del relato, como la extirpación de los pechos, son posteriores, probablemente copiados de Santa Águeda).
En Rusia la santa es venerada como Anastasia Menor o de Sirmio (porque Anastasia de Roma se considera la "Mayor").
En la plaza de Santa Anastasia en la ciudad de Roma, a los pies del Monte Palatino, se construyó a finales del siglo III la extensa basílica de Santa Anastasia al Palatino, que mantuvo una jerarquía eminente entre las iglesias romanas, donde el culto a esta santa fue predominante en el siglo IV entre los santos venerados en Roma en aquella época.